# 1485

## Esdeveniments
Països Catalans
- 3 de febrer - Granollers (el Vallès Oriental): el capitost remença Pere Joan Sala s'apodera de la ciutat.

Resta del món
- 2 de juny - Qasr Bunayra, avui Casarabonela (Màlaga, Andalusia, Espanya: les tropes castellanes ocupen la vila.

## Naixements
Països Catalans
Resta del món
- 30 de novembre, Pralboino, Brescia: Veronica Gambara, escriptora, humanista, protectora de poetes, governant del comtat de Correggio (m. 1530).[1]
- 16 de desembre, Alcalá de Henares: Caterina d'Aragó, filla petita dels Reis Catòlics i reina consort d'Anglaterra.[2]

## Necrològiques
Països Catalans
- 28 de març: Pere Joan Sala, capitost remença, executat per les autoritats reialistes.
- 22 de novembre: Palma: Beatriu de Pinós, protectora i divulgadora del lul·lisme i promotora de l'Estudi General Lul·lià (n. 1433).[3]

Resta del món
- 6 de febrer, Ferrara: Ludovico Carbone, poeta, orador, traductor i acadèmic italià.
- 16 de març, Westminster: Anna Neville, reina d'Anglaterra (n. 1456).[4]
- 22 d'agost: Ricard III, rei d'Anglaterra (n. 1452)
- 30 de novembre, Pralboino, Brescia: Veronica Gambara, escriptora, humanista, protectora de poetes, governant de Corregio (m. 1530).[1]